# レオポルト・ルートヴィヒ (プファルツ＝フェルデンツ公)
レオポルト・ルートヴィヒ（ドイツ語：Leopold Ludwig, 1625年2月1日 - 1694年9月29日）は、プファルツ＝フェルデンツ公（在位：1634年 - 1694年）。レオポルト・ルートヴィヒの死により、プファルツ＝フェルデンツ家は断絶した。

## 生涯
レオポルト・ルートヴィヒは、プファルツ＝フェルデンツ公ゲオルク・グスタフ（1564年 - 1634年）と、プファルツ＝ツヴァイブリュッケン公ヨハン1世の娘マリー・エリーザベト（1581年 - 1637年）との間に五男として生まれた。4人の兄は早世しており、父ゲオルク・グスタフが亡くなったときレオポルト・ルートヴィヒはわずか9歳であったため、叔父プファルツ＝リュッツェルシュタイン公ゲオルク・ヨハン2世が摂政となり、レオポルト・ルートヴィヒの教育に注意が払われた。
1648年のヴェストファーレン条約の後、レオポルト・ルートヴィヒは、スペイン軍により父親が追放されていた領地を取り戻した。1654年に叔父のゲオルク・ヨハン2世が亡くなった後、レオポルト・ルートヴィヒはリュッツェルシュタイン伯領とグッテンベルクを取り戻し、フェルデンツの全領地を再び自身の手に収めた。仏蘭戦争の間、レオポルト・ルートヴィヒは領地を離れなければならなかったが、ナイメーヘンの和約後に戻ってきた。
1678年に長男のグスタフ・フィリップをラウターエッケンに投獄し、グスタフ・フィリップは1679年に異常な状況で亡くなった。フランスによる再統合戦争が始まった後、レオポルト・ルートヴィヒは再びフランス軍により追放され、シュトラースブルクに逃亡し、そこで最終的にフランス軍に降伏した。
1685年にプファルツ選帝侯カール2世が死去した後、レオポルト・ルートヴィヒは近親者を理由に選帝侯位の継承権を主張したが、最終的にはあらゆる抗議にもかかわらず、プファルツ＝ノイブルク家のフィリップ・ヴィルヘルムが選帝侯となった。
1692年4月8日のレオポルト・ルートヴィヒの遺言により、スウェーデン王カール11世がプファルツ＝フェルデンツを継承することを決めたが、他の有力な男系親族であるプファルツ選帝侯ヨハン・ヴィルヘルム、プファルツ＝ズルツバッハ公クリスティアン・アウグスト、プファルツ＝ツヴァイブリュッケン＝ビルケンフェルト公クリスティアン2世も同様に継承権を主張した。プファルツ＝フェルデンツの相続をめぐるヴィッテルスバッハ家の法的紛争は、系図上、領土上、契約上の問題から不透明であり、最終的に1733年まで決着がつかなかった。

## 結婚と子女
1648年7月4日にビシュヴァイラーにおいてハーナウ＝リヒテンベルク伯フィリップ・ヴォルフガングの娘アガタと結婚し、以下の子女をもうけた。
- 娘（1649年）
- アンナ・ゾフィー（1650年 - 1706年） - 修道女
- グスタフ・フィリップ（1651年 - 1679年）
- エリーザベト・ヨハンナ（1653年 - 1718年） - 1669年にザルム＝キルブルク伯ヨハン11世と結婚
- クリスティーネ（1654年 - 1655年）
- クリスティーネ・ルイーゼ（1655年 - 1656年）
- クリスティアン・ルートヴィヒ（1656年 - 1658年）
- ドロテア（1658年 - 1723年） - 1707年にプファルツ＝ツヴァイブリュッケン公グスタフ・ザムエル・レオポルトと結婚（1723年離婚）
- レオポルト・ルートヴィヒ（1659年 - 1660年）
- カール・ゲオルク（1660年 - 1686年）
- アグネス・エレオノーレ（1662年 - 1664年）
- アウグスト・レオポルト（1663年 - 1689年）